# 러키☆채널
《러키☆채널》(らっきー☆ちゃんねる 라키 잔네루[*])는 TV 애니메이션 시리즈 《러키☆스타》와 관련된 프로그램으로 라디오 간사이에서 방송된 라디오 프로그램이다. 또 《란티스 웹 라디오》에서 한 주 느리게 스트리밍되었다.

## 러키☆채널

### 방송 시간
- 방송국：라디오 간사이
  - 방송일：매주 금요일 24:30 - 25:00
- 송신 사이트：란티스 웹 라디오
  - 송신일：다음주 금요일 갱신
  - 최신회와 전4회분, 합계5회분의 방송이 청취 가능.

### 코너
포인트 가산 라키-즈!
청취자로부터 일상에서 일어난 이런저런 행운을 경험한 사연을 모집해 '러키☆포인트'를 1000포인트 모으는 코너. 가산하는 포인트는 기본적으로는 1개 소재에 대해 1포인트이지만, 제9회 이후 아키라(콘노)가 결정해도 좋게 되었다. 덧붙여서 31번째에서 세키 토모카즈에 의해 250포인트, 650포인트 가산되어 1065포인트가 되었다. 하지만 '가능한 한 많게 하자'를 이유로 그 후로도 코너는 계속하였다.
아이돌의 다테마에와 본심
인터뷰로 아이돌이 대답하는 다테마에와 그에 대한 본심을 질문과 함께 모집하는 코너.
만약 de 러키☆채널!
만약 ○○이라면…,이라는 망상을 모집하는 코너(원작만화에도 있던 〈만약 de 러키스타〉의 라디오 버전).
변명의 천재!
여러 가지 상황에 대한 변명을 미리 생각해 모집하는 코너.
ふつおた(후쓰오타)
보통의 편지를 소개하는 코너

### 방송 리스트
| 방송회 | 방송일     | WEB공개판 제목                                   |
| ------ | ---------- | ------------------------------------------------ |
| 1회    | 2007/01/05 | 라디오 앞의 그대에게. 안녕 러키ー☆               |
| 2회    | 2007/01/12 | 방금 전 클래식이 깔리지 않았어요?                |
| 3회    | 2007/01/19 | 어시스턴트의 시라이시에게는 맡길 수 없어요♪      |
| 4회    | 2007/01/26 | 괴롭힘당하는 캐릭터 명리에 충실하군요♪           |
| 5회    | 2007/02/02 | 비 내리기 시작했습니다만?                        |
| 6회    | 2007/02/09 | 사람과의 인연은 중요하네요!!                     |
| 7회    | 2007/02/16 | 느껴보아라〜!!                                   |
| 8회    | 2007/02/23 | あたしより噛む奴発見♪                            |
| 9회    | 2007/03/02 | 개폐구가 열렸더니…!!                             |
| 10회   | 2007/03/09 | 성우는 차치하고…                                 |
| 11회   | 2007/03/16 | 생일이었는데…                                    |
| 12회   | 2007/03/23 | 바꾼다면 지금이 좋은 타이밍일지도☆               |
| 13회   | 2007/03/30 | 어째서 어울리는 걸까?                            |
| 14회   | 2007/04/06 | 이제 몇 밤만 더 자면♪                            |
| 15회   | 2007/04/13 | 지금 이 시기에 박살내 놓을까나〜♪                |
| 16회   | 2007/04/20 | 두 마리의 토끼를 쫓는 사람은…                    |
| 17회   | 2007/04/27 | 뭘 먹고 있음까?                                  |
| 18회   | 2007/05/04 | 소년의 동경이기도 할테니까.                      |
| 19회   | 2007/05/11 | 몇 회 말했는지 알까?                             |
| 20회   | 2007/05/18 | 저는 전혀 안나오고 있습니다만…부디.              |
| 21회   | 2007/05/25 | 나 지금까지 중에서 제일 좋아할지도♥              |
| 22회   | 2007/06/01 | 전혀 갈 수 없어?                                 |
| 23회   | 2007/06/08 | 우정은 소중히 하자                               |
| 24회   | 2007/06/15 | 우리는 맞지 않아                                 |
| 25회   | 2007/06/22 | 겉모습인 느낌이었군요∼.                          |
| 26회   | 2007/06/29 | 마음을 담고, 소망을 담아                         |
| 27회   | 2007/07/06 | 여러분 물어봐 주세요.                            |
| 28회   | 2007/07/13 | 이―!!                                            |
| 29회   | 2007/07/20 | 엔딩 테마가 바뀌었습니다♪                        |
| 30회   | 2007/07/27 | 고가미 아키라, CD를 내게 되었습니다!!            |
| 31회   | 2007/08/03 | 넘었어요!                                        |
| 32회   | 2007/08/10 | 기운내서 가자〜                                  |
| 33회   | 2007/08/17 | 1억 엔 받아 버렸다.                              |
| 34회   | 2007/08/24 | 보통 사람에게는 흥미 없습니다.                   |
| 35회   | 2007/08/31 | 누구?                                            |
| 36회   | 2007/09/07 | 우리들은 어두워도 프로그램은 밝게                |
| 37회   | 2007/09/14 | 사이좋게 지내요.                                 |
| 38회   | 2007/09/21 | 싸움할 정도로                                    |
| 39회   | 2007/09/28 | 드디어 공개녹음 - 24분, 사랑은 미노루를 구한다 - |

- 방송일은 라디오 간사이에서의 방송일을 나타낸다.
- WEB공개판 제목은 란티스 웹 라디오에서 공개시 붙여진 것이다.

### 주제가
오프닝
- 애매 넷 달링（제21회 - ）
  - 노래：코가미 아키라（곤노 히로미）, 시라이시 미노루（시라이시 미노루） 작사：하타 아키 작곡：고사키 사토루

엔딩
- 고네 라부☆미션（제29회 - ）
  - 노래：코가미 아키라（콘노 히로미）, 시라이시 미노루（시라이시 미노루） 작사：하타 아키 작곡：고사키 사토루

### 게스트
- 제31회: 세키 토모카즈 (아니자와 메이토 역)
- 제34회 · 제35회: 오노 다이스케 (오노 다이스케 역)
- 제37회: 미즈하라 카오루 (구사카베 미사오 역)
- 제39회: 카토 에미리 (히이라기 카가미 역), 후쿠하라 카오리 (히이라기 츠카사 역), 타케모토 야스히로 (감독), 체리 (요시미즈 가가미의 어머니의 애견)

## 러키☆채널-료오학원 방과후의 책상-

### 방송 시간・송신일
- 방송국：라디오 간사이
  - 방송일：매주 금요일 24:30 - 25:00
- 송신 사이트：란티스 웹 라디오
  - 송신일：다음주 금요일 갱신

방송 시간·전달일

### 코너
프로그램 전반으로는 퍼스널리티 4사람에 의한 프리 토크, 프로그램 후반으로는 청취자로부터의 투고를 읽는 형식이었다.
료오학원 학급 일지
이른바 '보통 편지'의 코너.
있어 있어! 러키☆스타 센류우
일상의 '그런 일 있어!'라는 느낌을 센류우로 꾸며보는 코너.
일반 교양 퀴즈
처음에는 아키라님(콘노 히로미)과 츠카사(후쿠하라 카오리) 중 어느 쪽이 머리가 좋을까 말하는 느낌으로 시작했다가 제 7회에서 코너로서 성립했다. 그 후, 로테이션으로 문제를 내는 측과 대답하는 측이 바뀌는 등 코너로서 확립.

### 주제가
오프닝
- 〈삼십 줄 곶〉
  - 노래：코가미 아키라（콘노 히로미）  작사：하타 아키 작곡：코우사키 사토루 편곡：코우사키 사토루

엔딩
- 〈카오링의 테마 -완전판-〉
  - 노래：시라이시 미노루 작사：시라이시 미노루 작곡：시라이시 미노루 편곡：코우사키 사토루

## 신 러키☆채널

### 방송 시간・송신일
- 방송국：라디오 칸사이
  - 방송일：매주 금요일 24:30 - 25:00
- 송신 사이트：란티스 웹 라디오
  - 송신일：다음 주 금요일 갱신

### 코너
ふつおた(후츠오타)
보통 편지를 소개하는 코너.
시라이시 미노루의 노래 코너
콘노 히로미의 억지에 의해 생겨난, 애니메이션판 《러키☆스타》의 캐스트(성우 본인)를 이미지화한 곡을 시라이시 미노루가 만들어 발표해 가는 코너.
시라이시 미노루가, 방송 제2회에 발표한 〈아키라님의 테마〉가 그대로 징글에 사용되었다.
청취자로부터 아이디어 등도 모집했었다.
노래 리스트
| 방송회 | 곡명                                    | 테마가 된 성우      |
| ------ | --------------------------------------- | ------------------- |
| 제2회  | 아키라님의 테마                         | 콘노 히로미         |
| 제4회  | 미즈하라씨의 테마（가칭）               | 미즈하라 카오루     |
| 제6회  | 쿠로이시 미노루의 테마～뱀과 개구리～   | 시라이시 미노루     |
| 제8회  | 시라이시 미노루의 테마～밀감과 이요칸～ | 시라이시 미노루     |
| 제10회 | 히로밍의 테마～덴지 별에 바친다～       | 콘노 히로미         |
| 제12회 | 러키☆채널의 테마～모두와 함께～         | 없음（청취자 모두） |

- 6회의 '쿠로이시 미노루'는 시라이시 미노루의 성을 바꿔 붙인 이름. 시라이시는 白石, 쿠로이시는 黑石의 뜻이다.

삼가 아뢰옵니다 · 쿠사카베 미사오님
청취자의 공기체험(자신이 공기인, 배경 캐릭터인, 존재감이 없다고 느꼈을 때 등)을 모집해, 발표해 가는 코너.
타이틀 콜시의 징글에는, 《AIR》의 주제가인 〈새의 시〉의 인트로 부분의 어레인지가 이용되었다.

### 주제가
오프닝
- 〈애매 넷 달링〉（제1회 - 제5회）

작사：하타 아키 作曲：코우사키 사토루 노래：코가미 아키라（콘노 히로미）, 시라이시 미노루（시라이시 미노루）
- 〈삼십 줄 고개〉（제6회 - ）

노래：코가미 아키라（콘노 히로미）
라디오의 협의때 스탭이 '삼십 줄 곶'을 잘못 말한 일이 유래라고 라디오 내에서 밝혔다.
엔딩
- 〈코네라부☆미션〉

작사：하타 아키 작곡：코우사키 사토루 노래：코가미 아키라（콘노 히로미）, 시라이시 미노루（시라이시 미노루）
제6회부터는 콘노가 내는 제목을 시라이시가 노래한 후에 〈코레라부☆미션〉이 흐르는 형태가 되었다.
제목 일람
| 방송회 | 곡명                                                    |
| ------ | ------------------------------------------------------- |
| 제6회  | 못테케! 세라후쿠 돌아왔도다 대만 버전                   |
| 제7회  | 못테케! 세라후쿠 아키라님의 생일을 잊어서 미안해요 버전 |
| 제8회  | 못테케! 세라후쿠 야옹야옹 버전                          |
| 제9회  | 못테케! 세라후쿠 절규가 들어가 섞인 뜨거운 느낌 버전    |
| 제10회 | 못테케! 세라후쿠 나, 어제 감기 걸렸어, 39도였다구 버전  |
| 제11회 | 못테케! 세라후쿠 7개 버전                               |
| 제12회 | 못테케! 세라후쿠 코베에서 먹은 것, 산 것 버전           |
| 제13회 | 못테케! 세라후쿠 파이널이다ー! 버전                     |

## 원조 러키☆채널

### 방송시간・송신일
- 방송국：라디오 칸사이
  - 방송일：매주 금요일 24:30 - 25:00
- 송신 사이트：란티스 웹 라디오
  - 송신일：다음 주 금요일 갱신

### 코너
아키라와 미노루의 〇〇〇
갑자기 나타난 누님캐릭터인 아키라와 미노루가, 만약 두 사람이 〇〇〇였다면?이라는 주제로 토크하는 코너. 두명은 어떤 물건이 되었다고 치고 서로가 되어있는 물건의 이름을 합치면 다른 의미를 갖게 되는 만담콤비(예:치리토리=치리+토리)라고 하면서 '아키라입니다, 미노루에요, ○○××입니다! 아키라가 ○○고 미노루가 ××입니다!'라고 떠들어대면서 등장. 서로가 되어있는 물건에 대해서 토크를 전개한다.
라키 전대 미노레인저
아키라님이 악의 여왕 '아키리안'이 되어 생트집을 '미노루'에게 강요한다. '미노루'는 이 생트집을 분쇄하기 위해 '미노레인저'가 되어, '아키리안 여왕'에게 승부를 도전한다.
덧붙여서 '아키리안'으로부터 나오는 난제는 5문. 그 중에 '미노루'는 3 번 '미노레인저'가 될 수 있다.
'미노레인저'가 되면, 그 난제는 분쇄(패스) 할 수 있다.

### 주제가
오프닝・엔딩
- 〈애매 넷 달링〉

작사：하타 아키 작곡：코우사키 사토루 노래：코가미 아키라（콘노 히로미）, 시라이시 미노루（시라이시 미노루）
정확하게는 초대 러키☆채널 방송 초기나 애니메이션에서 사용된 〈러키☆채널의 테마〉(인스트판)을 사용하고 있다.